# دبیرستان موزیکال (مجموعه‌فیلم)
سری فیلم‌های دبیرستان موزیکال، شامل سری فیلم‌های موزیکال کمپانی دیزنی می‌باشد که توسط کنی اورتگا کارگردانی شده‌است. در  تاریخ  ۸ نوامبر ۲۰۱۹ سریالی مربوط به این مجموعه فیلم به اسم High School Musical: The Musical: The Series تولیدشد که با استقبال زیاد بینندگان ، نویسندگان باری دیگر برای ساخت فصل دوم این سریال دست به کار شدند .

## High School Musical 2006
- انتشار: ۲۰ ژانویه ۲۰۰۶
- ناشر: Disney Channel Original Movie
- مدت: ۱:۳۷
- بودجه: ۴ میلیون دلار

داستان
اولین سری از مجموعه فیلم‌های دبیرستان موزیکال می‌باشد که در سال ۲۰۰۶ انتشار یافت، در طول فیلم دو نوجوان، تروی (زک افران) و گابریلا (ونسا هاجنز) که هر کدام زندگی خویش را دارند به یکدیگر نزدیک شده و با کمک دوستانشان و در فراخوان موزیکال با اجرای فوق‌العاده خود همگان را متعجب می‌سازند در طول فیلم شارپی (اشلی تیزدیل) و برادرش رایان (لوکاس گرابل) که همیشه در تئاتر فعال بوده‌اند سعی می‌کنند که با ایجاد اختلال در کار تروی و گابریلا خودشان اجرای موزیکال را به دست بگیرند.

## High School Musical 2 2007
- ناشر: Disney Channel Original Movie
- مدت: ۱:۵۱
- بودجه: ۷ میلیون دلار

داستان
در این نسخه از فیلم که داستان در تعطیلات تابستانی روایت می‌شود، دانش آموزان دبیرستان گربه‌های وحشی به کمپ خانواده شارپی برای کار کردن می‌روند و برای شرکت در مسابقه هر ساله کمپ با مشکلاتی بزرگ دست و پنجه نرم می‌کنند.

## High School Musical 3: Senior Year 2008
- ناشر: Disney Channel Original Movie
- مدت: ۱:۵۲
- بودجه: ۱۱ میلیون دلار

داستان
سری پایانی دبیرستان موزیکال می‌باشد که شخصیت‌های دوست داشتی در سال پایانی دبیرستان سعی می‌کنند برای آخرین بار با اجرایی فوق‌العاده نظر همگان را به خودشان جلب نماییند اکنون خانواده گابریلا قصد تغییر محل زندگی دارند که باعث می‌شود فعالیت‌های دوستانش با مشکل مواجه شود، اما تروی گابریلا را باز می‌گرداند.